# Lawrence Township (Mercer County, New Jersey)
Lawrence Township ist eine Township im Mercer County. Sie liegt unweit nördlich von Trenton. Das U.S. Census Bureau ermittelte bei der Volkszählung 2020 eine Einwohnerzahl von 33.077.

## Geschichte
Lawrence Township hat sich um den historischen Kern Lawrencevilles entwickelt. 2003 rief ein Tornado der Stärke F1 auf der Fujita-Skala großflächig Gebäudeschäden hervor.

## Politik
Diese Gemeinde wird verwaltet von einem Rat, bestehend aus dem Bürgermeister und vier Ratsmitgliedern. Die Ratsmitglieder werden für vier Jahre gewählt. In jedem zweiten Jahr werden zwei bis drei Ratsmitglieder neu gewählt. Die Ratsmitglieder wählen den Bürgermeister jährlich für ein Jahr.

## Infrastruktur
Das Einkaufszentrum, das 1975 eröffnete, hat rund 100 Geschäfte. Die Wirtschaft ist von der nahen Princeton University geprägt. So ist hier neben der Forschungseinrichtung von Bristol-Myers Squibb auch GS1 und das Unternehmen Educational Testing Service ansässig.
Lawrence ist durch die Autobahn Interstate 295  und die Fernstraßen U.S. Highway 1 und 260 erschlossen. Die Bahnstrecke Northeast Corridor verläuft über das Gemeindegebiet, allerdings ohne Halt.

## Sehenswürdigkeiten
Das „Port Mercer Canal House“ wurde 1830 errichtet. Es diente als Wohnhaus für den Mann, der die Drehbrücke an dem Raritan and Delaware Canal bediente. Es ist verzeichnet im National Register of Historic Places. In dem Verzeichnis ist auch das 1761 im Stil der Georgianischen Architektur erbaute „Baker-Brearley House“ verzeichnet.

## Persönlichkeiten
- George Houston Brown (1810–1865), Politiker